# Banka
Banka je finančni posrednik, ki prejema depozite in te depozite dobiva kot posojila. Banka poveže uporabnike s potrebo po kapitalu z uporabniki, ki imajo presežke le-tega.